# 李颙 (明朝)
李顒（1411年—?），字思誠，廣東惠州府博羅縣人，民籍，明朝政治人物。

## 生平
廣東鄉試第二十九名舉人，正統元年（1436年）丙辰科會試第六十四名，二甲第十名進士，授戶部主事，屢遷山東布政使。因政績卓異，賜金織襲衣。官至工部右侍郎，曾監建蘆溝河、天津迤北河口及錢塘堤岸等。

## 家族
曾祖李景元。祖父李孟祥，廣西周羅寨巡檢。父親李亨，北京國子監學正，曾著有《麟經管豹》及《青史節要》。母黄氏。具慶下。弟李预、李颢。娶王氏。